# Alain Berger
Alain Berger, född 13 januari 1970, är en schweizisk orienterare.
Berger blev världsmästare i stafett 1991 och 1995. Han har även ett individuellt VM-brons på långdistans 1999.